# Richard Graul (General)

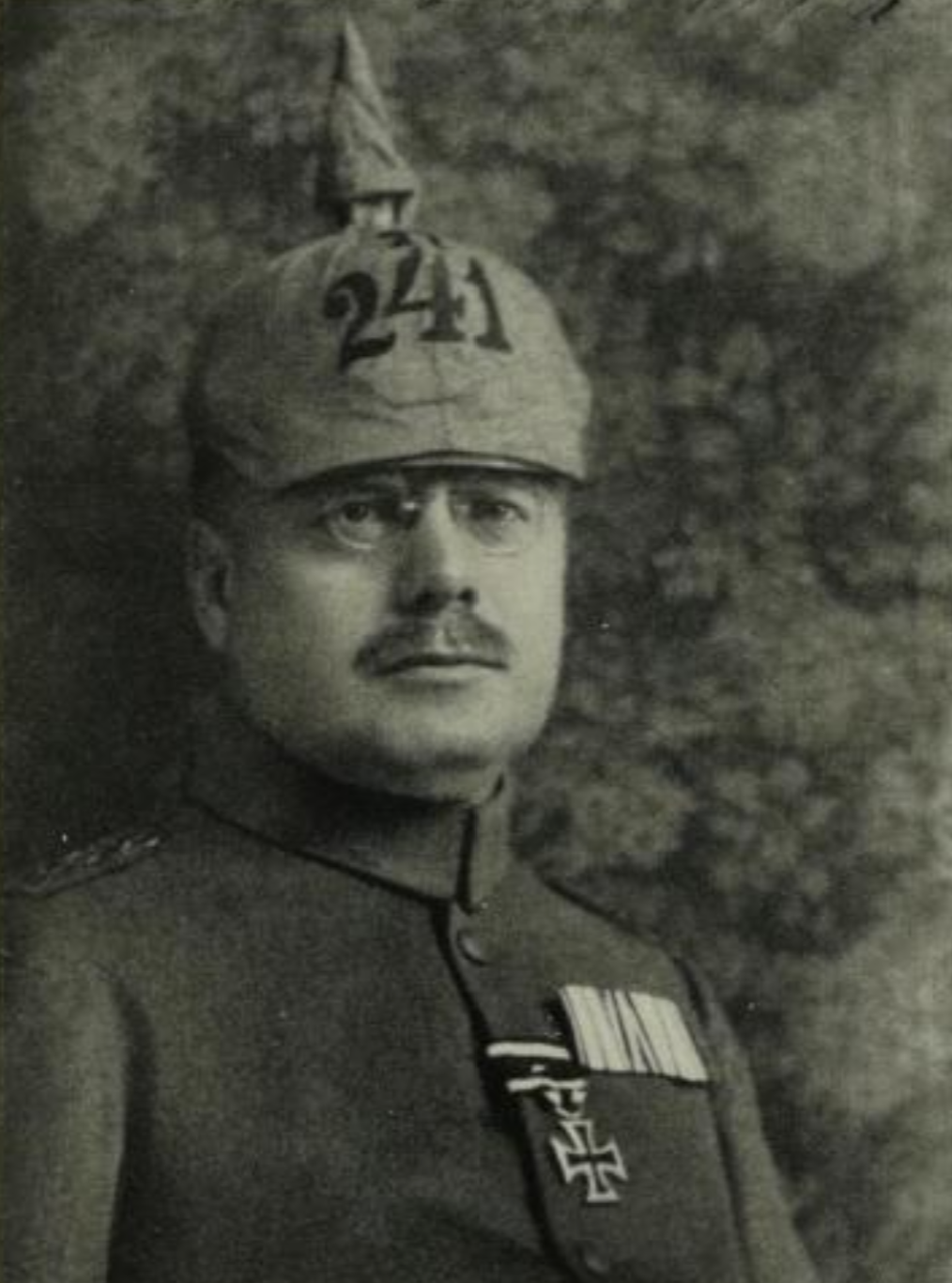
Richard Graul

Karl Richard Graul (* 1861 in Radeberg; † 2. Februar 1921 in Dresden) war ein sächsischer Generalmajor.

## Leben
Graul besuchte die Dresdner Dreikönigschule und legte im Ostern 1880 die Reifeprüfung ab. Er trat noch im selben Jahr als Avantageur in die sächsische Armee ein. Am 23. Januar 1881 wurde er zum Fähnrich beim Schützen-(Füsilier-)Regiment „Prinz Georg“ (Königlich Sächsisches) Nr. 108 ernannt. Unter Beförderung zum Leutnant am 23. Februar 1882 wurde er in die 10. Kompanie des 10. Infanterie-Regiments Nr. 134 unter dem damaligen Oberst Lommatzsch versetzt. Er wurde darauf in die 3. Kompanie des Regiments versetzt und 1885 zum Adjutanten des Bataillonskommandeurs des I. Bataillons des Regiments, Major Paul Hingst, ernannt. 1886 wurde er in die 2. Kompanie des Regiments versetzt und in dieser Eigenschaft am 23. Mai 1887 zum Oberleutnant befördert. 1888 wurde er als Platzmajor nach Leipzig befehligt und dort bis 1890 verwendet, wobei er wieder in die 3. Kompanie des Regiments zurückkehrte und schon 1891 in die 1. Kompanie und 1892 in die 7. Kompanie versetzt wurde. Unter Beförderung zum Hauptmann am 19. April 1893 wurde er als Kompaniechef der 4. Kompanie in das Infanterie-Regiment „König Georg“ (7. Königlich Sächsisches) Nr. 106 versetzt. 1894 wurde er à la suite seines Regiments gestellt und an die Unteroffizierschule in Marienberg befehligt. Er blieb bis 1897 in dieser Eigenschaft und wurde unter Rückkehr in den Truppendienst als Kompaniechef der 9. Kompanie in das 8. Infanterie-Regiment „Prinz Johann Georg“ Nr. 107 befehligt.
Am 11. September 1903 wurde er unter Beförderung zum Major dem 8. Infanterie-Regiment „Prinz Johann Georg“ Nr. 107 aggregiert. Er wurde im folgenden Jahr Bataillonskommandeur des II. Bataillons des 15. Königlich Sächsischen Infanterie-Regiments Nr. 181 unter Oberst Friedrich Müller. In den folgenden Jahren blieb er weiterhin in dieser Eigenschaft und wurde am 11. Dezember 1908 zum Oberstleutnant befördert, wobei er zunächst weiterhin in seiner Eigenschaft blieb. Er wurde darauf als etatsmäßiger Stabsoffizier zum Stab des 4. Infanterie-Regiments Nr. 103 versetzt. Am 24. Oktober 1911 erfolgte dann seine Beförderung zum Oberst, worauf er Regimentskommandeur des 4. Infanterie-Regiments Nr. 103 in Straßburg wurde. 1913 wurde er zur Disposition gestellt und der Landwehr überführt, wo er als Bezirkskommandeur des Landwehr-Bezirks II in Dresden fungierte. Im April 1913 wurde er mit dem Komturkreuz II. Klasse des Albrechtsordens ausgezeichnet.
Nach Ausbruch des Ersten Weltkrieges wurde Oberst Graul reaktiviert und mit der Aufstellung des Reserve-Infanterie-Regiments Nr. 241 in Dresden beauftragt. Am 9. Oktober 1914 war er mit dieser Aufgabe fertig und rückte mit seinem Verband an die Westfront vor, wobei er bei Flandern kämpfte. Schon im selben Monat erkrankte er aber und wurde als Regimentskommandeur durch Oberstleutnant Wilhelm Lüddecke ersetzt. Nach Wiederherstellung seiner Gesundheit kehrte er am 28. November 1914 zu seinem Regiment zurück, erkrankte aber schon am folgenden Tage erneut. Er wurde zum Generalmajor befördert und in den letzten Kriegsjahren als Landsturminspekteur und Kommandeur des Grenzschutzes in Aue verwendet.